# 縱橫四海 (電影)
《縱橫四海》是一部於1991年出品的香港電影，由吳宇森執導，郭振鋒任動作設計，以及由周潤發、張國榮、鍾楚紅主演。此電影在法國巴黎、香港取景拍攝。这是钟楚红息影前參與最後兩部演出的电影之一（最后一部為同年7月上映的《極道追踪》）。本片入圍第11屆香港電影金像獎共四項提名。

## 劇情
砵仔糕（周潤發 飾）、阿占（張國榮 飾）和紅豆（鍾楚紅 飾）均是孤兒，在養父（曾江 飾）教導下成為國際大盜。長大後成了幫他賺錢的藝術品大盜，而三人同時又認了警察（朱江 飾）為乾爹。 
法國巴黎博物館內，名畫《赫林之女僕》被人盜走。與此同時，阿海、阿占和紅豆三人以敏捷身手盜得另一幅名畫，在與法國大哥交易時得知名畫《赫林之女僕》在妖氣重重的古堡內，他們在养父安排下成功盜取此畫之後，反被集團原兇养父（曾江 飾）與法國大哥合謀設下陷阱，派人追殺滅口。阿海駕車與殺手快艇相撞…… 
三人失散，數年後，他們在香港重聚，阿海“腳跛”住在警察（朱江 飾）家裡，阿占和紅豆已經結婚了。曾江又逼他們去偷畫……

## 轶事
电影《纵横四海》里周润发在戛纳海边呼唤林青霞与邓丽君，欲索要签名，取自同年她们曾在当地裸泳的新闻。

## 经典语录
阿占：我钟意一朵花，不一定要把它摘下来；我喜欢一片云，不一定要得到它；我喜欢风，也不一定要让它停下来。

## 演員
| 演員                | 角色                 | 粵語配音 | 關係 / 備註          |
| ------------------- | -------------------- | -------- | -------------------- |
| 周潤發              | 砵仔糕 / 阿 海 / JOE | 周潤發   |                      |
| 張國榮              | 阿 占 / James        | 張國榮   |                      |
| 鍾楚紅              | 紅 豆                | 何嘉麗   |                      |
| 鄧一君              | 砵仔糕 / 阿海童年    |          |                      |
| 唐家輝              | 阿占童年             |          |                      |
| 江麗娜              | 紅豆童年             |          |                      |
| 朱 江               |                      | 朱 江    | 三人的乾爹，警察     |
| 曾 江               |                      | 曾 江    | 三人的養父，竊盜起家 |
| 胡 楓               | 胡技修               | 胡 楓    | 拍賣行主任           |
| 胡大為              |                      | 胡大為   | 拍賣會主持人         |
| Declan Michael Wong |                      |          |                      |
| 韓 俊               |                      |          |                      |
| 劉崇峰              |                      |          |                      |

## 電影歌曲
| 曲別   | 歌名         | 演唱者 |
| ------ | ------------ | ------ |
| 主題曲 | 《風继续吹》 | 張國榮 |

## 獎項
| 年份 | 頒獎典禮             | 獎項       | 名字   | 結果 |
| ---- | -------------------- | ---------- | ------ | ---- |
| 1992 | 第11屆香港電影金像獎 | 最佳電影   |        | 提名 |
| 1992 | 第11屆香港電影金像獎 | 最佳導演   | 吳宇森 | 提名 |
| 1992 | 第11屆香港電影金像獎 | 最佳男主角 | 周潤發 | 提名 |
| 1992 | 第11屆香港電影金像獎 | 最佳剪接   | 胡大為 | 提名 |

## 外部連結
- 香港影庫上《縱橫四海》的資料（繁體中文）
- 開眼電影網上《縱橫四海》的資料（繁體中文）
- 豆瓣电影上《縱橫四海》的資料 （简体中文）
- 时光网上《縱橫四海》的資料（简体中文）
- AllMovie上《縱橫四海》的资料（英文）
- 爛番茄上《縱橫四海》的資料（英文）
- 互联网电影数据库（IMDb）上《縱橫四海》的资料（英文）